# Karaguzjicha
Karaguzjicha (ryska: Карагужиха) är en ort i Kazakstan.   Den ligger i oblystet Östkazakstan, i den östra delen av landet, 800 km öster om huvudstaden Astana. Karaguzjicha ligger 481 meter över havet och antalet invånare är 478.
Terrängen runt Karaguzjicha är huvudsakligen lite kuperad. Karaguzjicha ligger nere i en dal. Runt Karaguzjicha är det mycket glesbefolkat, med 7 invånare per kvadratkilometer. Det finns inga andra samhällen i närheten. I omgivningarna runt Karaguzjicha växer i huvudsak blandskog.